# Legge del punto finale
La legge 23.492 di estinzione dell'azione penale, detta legge del punto finale (ley 23.492 - Extinción de la acción penal (punto final)), è una legge argentina promulgata il 24 dicembre 1986 durante la presidenza di Raúl Alfonsín, nell'ambito del processo di democratizzazione del paese. 

## Storia
Questa legge stabilì la paralisi dei processi contro gli autori delle detenzioni illegali, le torture e gli assassini che hanno avuto luogo durante la cosiddetta guerra sporca (Processo di riorganizzazione nazionale, 1976-1983).
Letteralmente:
Rimanevano esclusi dall'applicazione della legge i soli casi di sequestro di neonati, figli di prigioniere politiche destinate a desaparecer (ossia, "scomparire" senza che sia conosciuta la loro sorte da parte dei familiari), e dati in adozione a coppie di militari che cancellavano le loro vere identità.
La legge, decretando di fatto l'impunità dei militari per la sparizione e la tortura di almeno 9.000 persone, fu oggetto di una viva polemica. Insieme alla sua complementare, la legge dell'obbedienza dovuta, fu considerata nulla dal Congresso Nazionale nel 2003, e dichiarata incostituzionale dalla Corte suprema di giustizia il 14 giugno 2005, durante la presidenza di Néstor Kirchner.